# Europameisterschaften im Bogenschießen 1970
Die 2. Europameisterschaften im Bogenschießen wurden am 10. und 11. Juli 1970 in Hradec Králové, Tschechoslowakei ausgetragen.

## Ergebnisse
Es wurden nur Medaillen in Disziplinen mit dem Recurvebogen vergeben.
| Disziplin         | Gold                                                     | Silber                                                  | Bronze                                          |
| ----------------- | -------------------------------------------------------- | ------------------------------------------------------- | ----------------------------------------------- |
| Männer Einzel     | Igor Prokopjew                                           | Arne Jacobsen                                           | Kyösti Laasonen                                 |
| Frauen Einzel     | Anna-Lisa Berglund                                       | Emma Gaptschenko                                        | Eve Suits                                       |
| Männer Mannschaft | Belgien Armand De Preter Robert Cogniaux René De Hondt   | Finnland Kyösti Laasonen Jorma Sandelin Arvo Huttunen   | Sowjetunion Wiktor Sidoruk Strelbichin Resnikow |
| Frauen Mannschaft | Sowjetunion Emma Gaptschenko Eve Suits Tatjana Obraszowa | Polen Irena Szydłowska Maria Mączyńska Hanna Brzezińska | Ungarn Margit Rarta Ágnes Hamvas Gyöngyi Nagy   |

## Medaillenspiegel
| Platz  | Land        | Gold | Silber | Bronze | Gesamt |
| ------ | ----------- | ---- | ------ | ------ | ------ |
| 1      | Sowjetunion | 2    | 1      | 2      | 5      |
| 2      | Belgien     | 1    | –      | –      | 1      |
| 2      | Schweden    | 1    | –      | –      | 1      |
| 4      | Finnland    | –    | 1      | –      | 2      |
| 5      | Dänemark    | –    | 1      | –      | 1      |
| 5      | Polen       | –    | 1      | –      | 1      |
| 7      | Ungarn      | –    | –      | 1      | 1      |
| Gesamt | Gesamt      | 4    | 4      | 4      | 12     |